# Gonioscelis ventralis
Gonioscelis ventralis là một loài ruồi trong họ Asilidae. Gonioscelis ventralis được Schiner miêu tả năm 1867.